# Hortenzie (jméno)
Hortenzie je ženské osobní jméno latinského původu. Vzniklo z latinského slova hortus a vykládá se jako „patřící k zahradě, zahradnice“. Podle maďarského kalendáře má svátek 1. června. Další variantou jména je Hortensie.

## Hortenzie v jiných jazycích
- Slovensky, maďarsky: Hortenzia
- Anglicky: Hortense nebo Hortensia
- Německy, španělsky: Hortensia
- Francouzsky: Hortense
- Italsky: Ortensia
- Rusky: Gortenzija
- Polsky: Hortensja

## Známé nositelky jména
- Hortenzie – mladá komtesa z díla Boženy Němcové Babička